# Srebrny Lew dla najlepszego reżysera
Srebrny Lew dla najlepszego reżysera (wł. Leone d'argento - Premio speciale per la regia) – nagroda za najlepszą reżyserię przyznawana na Międzynarodowym Festiwalu Filmowym w Wenecji. Przyznawana jest ona regularnie od 1990 dla twórcy jednego z filmów konkursu głównego.

## Laureaci Srebrnego Lwa
- 1990:  Chłopcy z ferajny (Goodfellas), reż. Martin Scorsese
- 1991-1997: Nagrody nie przyznawano.
- 1998:  Czarny kot, biały kot (Crna mačka, beli mačor), reż. Emir Kusturica
- 1999:  Siedemnaście lat (Guo nian hui jia), reż. Zhang Yuan
- 2000:  Zapaśnicy (Uttara), reż. Buddhadeb Dasgupta
- 2001:  Wybory (Raye makhfi), reż. Babak Payami
- 2002:  Oaza (Oasiseu), reż. Lee Chang-dong
- 2003:  Zatoichi (Zatōichi), reż. Takeshi Kitano
- 2004:  Pusty dom (Bin-jip), reż. Kim Ki-duk
- 2005:  Zwyczajni kochankowie (Les amants réguliers), reż. Philippe Garrel
- 2006:  Prywatne lęki w miejscach publicznych (Coeurs), reż. Alain Resnais
- 2007:  Na gorąco (Redacted), reż. Brian De Palma
- 2008:  Papierowy żołnierz (Bumażnyj sołdat), reż. Aleksiej German młodszy
- 2009:  Kobiety bez mężczyzn (Zanan-e bedun-e mardan), reż. Shirin Neshat
- 2010:  Hiszpański cyrk (Balada triste de trompeta), reż. Álex de la Iglesia
- 2011:  People Mountain People Sea (Ren shan ren hai), reż. Cai Shangjun
- 2012:  Mistrz (The Master), reż. Paul Thomas Anderson
- 2013:  Miss Violence, reż. Aleksandros Awranas
- 2014:  Białe noce listonosza Aleksieja Triapicyna (Biełyje noczi pocztaliona Aleksieja Triapicyna), reż. Andriej Konczałowski
- 2015:  El Clan (El Clan), reż. Pablo Trapero
- 2016:  Nieoswojeni (La region salvaje), reż. Amat Escalante – ex aequo
- 2016:  Raj, reż. Andriej Konczałowski – ex aequo
- 2017:  Jeszcze nie koniec (Jusqu'à la garde), reż. Xavier Legrand
- 2018:  Bracia Sisters (The Sisters Brothers), reż. Jacques Audiard
- 2019:  O nieskończoności (Om det oändliga), reż. Roy Andersson
- 2020:  Żona szpiega (Supai no tsuma), reż. Kiyoshi Kurosawa
- 2021:  Psie pazury (The Power of the Dog), reż. Jane Campion
- 2022:  Do ostatniej kości (Bones and All), reż. Luca Guadagnino
- 2023:  Ja, kapitan (Io capitano), reż. Matteo Garrone
- 2024:  The Brutalist, reż. Brady Corbet